# مگان فینیگان
مگان فینیگان (انگلیسی: Megan Finnigan؛ زادهٔ ۲ آوریل ۱۹۹۸) بازیکن فوتبال اهل بریتانیا است.
از باشگاه‌هایی که در آن بازی کرده‌است می‌توان به باشگاه فوتبال زنان اورتون اشاره کرد.
وی همچنین در تیم‌های ملی فوتبال England women's national under-17 football team, England women's national under-19 football team, England women's national under-20 football team، و England women's national under-21 football team بازی کرده‌است.